# أغوستين فوينتيس
أغوستين فوينتيس (بالإنجليزية: Agustín Fuentes)‏ هو عالم إنسان أمريكي، ولد في 1966.